# Laura Sainsbury
Laura Sainsbury (* 7. Oktober 1996) ist eine ehemalige britische Tennisspielerin.

## Karriere
Sainsbury spielte vor allem Turniere auf der ITF Women’s World Tennis Tour, wo sie einen Doppeltitel gewann.
Im Oktober 2016 gewann sie zusammen mit Emma Hurst ihren ersten und einzigen Titel im Doppel eines ITF-Turniers. Im März sowie im April 2017 stand sie zusammen mit Olivia Nicholls in zwei weiteren Finals eines ITF-Turniers, ebenso wie mit Alicia Barnett Ende Oktober des gleichen Jahres. Bei der mit 100.000 US-Dollar dotierten Fuzion 100 Manchester Trophy erhielt sie zusammen mit ihrer Partnerin Alicia Barnett einen Startplatz. Die beiden verloren aber bereits in der ersten Runde gegen Jamie Loeb und An-Sophie Mestach mit 1:6 und 0:6.
Sie spielte für das Team Bath der University of Bath und auch für die Nationalauswahl Großbritanniens der Studenten.

## Turniersiege

### Doppel
| Nr. | Datum           | Turnier    | Kategorie   | Belag     | Partnerin  | Finalgegnerinnen     | Ergebnis         |
| --- | --------------- | ---------- | ----------- | --------- | ---------- | -------------------- | ---------------- |
| 1.  | 1. Oktober 2016 | Roehampton | ITF $10.000 | Hartplatz | Emma Hurst | Libby Muma Eva Siska | 4:6, 6:3, [10:4] |